# Con vosotros
Con vosotros fue un programa infantil de televisión, emitido por La 1 de TVE en las tardes de lunes a viernes entre 1970 y 1974.

## Formato
Se trataba de un programa contenedor, que comenzaba siempre con la presentación de un libro con la pretensión de acercar a los niños al mundo de la literatura. La sección corría a cargo de la presentadora María Luisa Seco. Seguidamente se emitían series bien españolas como La cometa naranja o estadounidenses (Furia, Mamá y sus increíbles hijos). En 1972 se introdujo el informativo Y ahora. En la temporada 1973-1974 se incluyó el concurso El juego de la foca, presentado por José Miguel Flores, Marygel Alonso y Pepa Palau. El espacio finalizaba con la emisión de una pieza de dibujos animados (Autos locos, Los caballeros del cielo, Tiro Loco, Los Picapiedra, El pájaro loco, etc).